# Gestor de fitxers

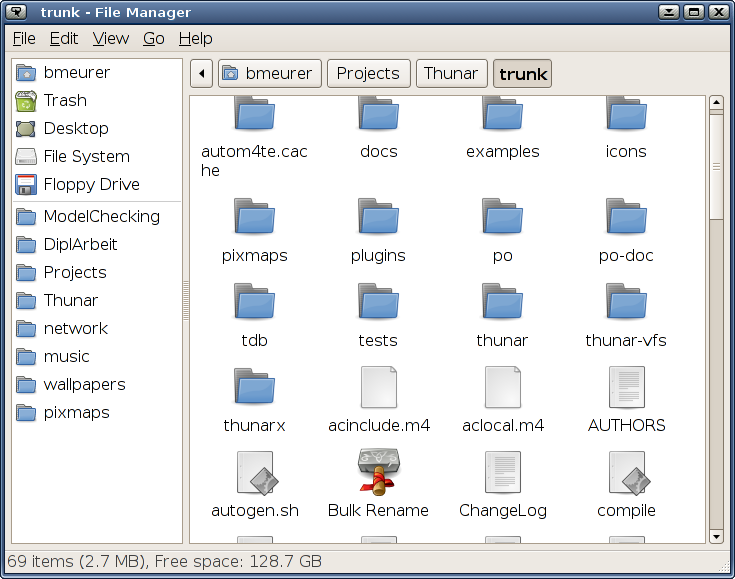
Captura de pantalla del gestor de fitxers Thunar

Un gestor de fitxers o gestor d'arxius és un programa informàtic que facilita la interacció amb el sistema de fitxers. Típicament permet realitzar operacions bàsiques com ara: accés, canvi de nom, còpia, eliminació, etc. La major part dels gestors de fitxers actuals disposa d'una interfície gràfica semblant a la dels navegadors web, facilitant la navegació entre els diversos directoris i arxius. També poden incorporar altres funcions, com la cerca, la previsualització d'imatges o documents i la reproducció d'arxius multimèdia.

## Exemples
○
- File Manager (Apple ///) - El primer Gestor de fitxers de la història inclòs en un S.O.[1]
- PC Tools primer per l'Apple II i més tard per a MS DOS
- Norton Commander per al Disk Operating System
- Dired, gestor de fitxers de l'editor de text Emacs.
- Windows Explorer, gestor de fitxers del sistema operatiu Windows.
- Total Commander per a Windows
- Altap Salamander per a Windows (antigament conegut com a Servant Salamander)
- Dolphin, gestor de fitxers per a l'entorn d'escriptori KDE.
- Konqueror, navegador web amb funcions de gestor de fitxers de KDE.
- Nautilus, gestor de fitxers per a l'entorn d'escriptori GNOME.
- Thunar, gestor de fitxers de l'entorn d'escriptori XFCE.